# 上柚木公園陸上競技場
上柚木公園陸上競技場（かみゆぎこうえんりくじょうきょうぎじょう）は、東京都八王子市上柚木の上柚木公園内にある第2種公認陸上競技場。施設は八王子市が所有している。同公園が作られた当初より利用され、付近の中学校・高校の部活動の大会などによく利用される。スタンド内に同公園の事務所もある。

## 施設概要
- 日本陸上競技連盟第2種公認
- トラック：400m×8レーン
- フィールド：天然芝（106×69.5m）
- 収容人員：5,007人（メインスタンド：1,184人、バックスタンド：880人、芝生スタンド2,943人）

## 主な大会・イベント
- 2013年のスポーツ祭東京2013で、成年女子サッカーの1回戦3試合と準決勝2試合が行われた[1]。
- 関東大学ラグビーリーグ1部の試合の一部が開催されている[2]。
- 都高体連第5・6支部の各大会
- 全日本中学校通信陸上競技東京都大会
- はちおうじＴ＆Ｆトライアル
- 八王子ロングディスタンス
- スプリングカーニバル

## 交通
- 京王相模原線・南大沢駅4番バスのりばから、京王バス南「（北03・04）北野駅」行または「（八60・61）八王子駅南口」行で「陸上競技場前」（バックストレッチの上方にある）下車。

- 徒歩の場合、南大沢駅から20分程度。